# باشگاه ورزشی گویانینزه
باشگاه ورزشی گویانینسه (انگلیسی: Atlético Clube Goianiense) یک تیم فوتبال برزیلی از شهر گویانیا، پایتخت ایالت گوییاس برزیل است. اتلتیکو گویانینسه قدیمی‌ترین باشگاه فوتبال شهر گویانیا است.

## تاریخچه
در سال ۲۰۱۶، اتلتیکو گویانینسه برای اولین بار عنوان کمپئوناتو برازیلیرو سری بی برزیل را به دست آورد.

## افتخارات
قهرمانی گویانو (۱۸): 1944, 1947, 1949, 1955, 1957, 1964, 1970, 1985, 1988, 2007, 2010, 2011, 2014, 2019, 2020, 2022, 2023, 2024